# Ivan Vasilyevitj ændrer sit erhverv
Ivan Vasilevitj menjaet professiju (russisk: Иван Васильевич меняет профессию, da.: Ivan Vasilyevitj ændrer sit erhverv) er en sovjetisk science fiction komediefilm fra 1973 produceret af Mosfilm og instrueret af Leonid Gajdaj. Filmen er baseret på skuespillet Ivan Vasilievitj skrevet af Mikhail Bulgakov.
Filmen blev en kommerciel succes og var en af de mest sete film i USSR i 1973 med mere end 60 millioner solgte billetter. Filmen er tillige udgivet på DVD i USA.

## Handling
Filmen fortæller om ingeniøren Timofejev, der skabte en tidsmaskine, som et resultat af hvilken hans lejlighed var forbundet med Ivan 4. af Rusland kamre.
Filmens historie begynder i 1973 i Moskva, hvor ingeniør Aleksandr "Sjurik" Timofejev (Aleksandr Demjanenko) arbejder på en tidsmaskine i sin lejlighed. Ved et uheld sender han Ivan Vasilijevitj Bunsja (Jurij Jakovlev), bygningsinspektøren i hans lejlighedsbygning, og George Miloslavskij (Leonid Kuravljov), en indbrudstyv, tilbage til Ivan den Grusommes gemakker. Parret er tvunget til at forklæde sig, hvor Bunsja klæder sig ud som Ivan den Grusomme og Miloslavskij som en Knjaz. Samtidig bliver den rigtige Ivan den Grusomme (også spillet af Jurij Jakovlev) af samme maskine sendt ind i Sjuriks lejlighed, hvor den rigtige Ivan skal forholde sig til det moderne liv, mens Sjurik forsøger at reparere maskinen, så alle kan bringes tilbage til deres rette sted i tiden.
Til sidst bringes alle tilbage til rette tid og sted, selvom hele episoden afsløres at være Sjuriks drøm ... eller var det?

## Medvirkende
- Jurij Jakolev (Ivan den Grusomme/Ivan Vasilievitj Bunsja, bygningsinspektør)
- Leonid Kuravljov (George Miloslavskij, indbrudstyv)
- Aleksandr Demjanenko (Aleksandr 'Sjurik' Timofejev, opfinder)
- Savelij Kramarov (diak)
- Natalja Seleznjova (Zinajda, Sjuriks hustru)
- Natalja Kratjkovskaja (Uliana Andrejevna Bunsja, bygningsinspektørens hustru)
- Natalja Kustinskaja (Jakins elskerinde)
- Vladimir Etusj (Anton Semjonovich Sjpak, tandlæge)
- Mikhail Pugovkin (filminstruktør Jakin)
- Sergej Filippov (svensk ambassadør)